# Spoorlijn 78
Spoorlijn 78 is een Belgische spoorlijn die Saint-Ghislain met Doornik verbindt. De lijn is 39 km lang.

## Geschiedenis
Op 15 februari 1861 werd de spoorlijn tussen Saint-Ghislain en Basècles officieel geopend door de spoorwegmaatschappij Hainaut Flandre, die op 1 januari 1866 werd overgenomen door de Belgische Staatsspoorwegen, die de spoorlijn op dubbelspoor bracht en de lijn begon uit te breiden richting Doornik. Op 1 maart 1867 was de spoorlijn al verlengd tot Péruwelz en 15 februari 1870 was de spoorlijn compleet tot Doornik.
Op 10 januari 1982 was de hele spoorlijn geëlektrificeerd met een bovenleidingsspanning van 3 kV.
De maximumsnelheid van treinen op deze verbinding bedraagt 160 km/u.

## Treindiensten
De NMBS verzorgt het personenvervoer met IC, L-, Piekuur- en ICT-treinen. Daarnaast werd de route gebruikt door internationale diensten van Thalys.
| Serie       | Treinsoort            | Route                                                                                         | Bijzonderheden                                                                      |
| ----------- | --------------------- | --------------------------------------------------------------------------------------------- | ----------------------------------------------------------------------------------- |
| IC 19       | Intercity (NMBS)      | Kortrijk – Moeskroen – Herzeeuw – Froyennes – /Doornik – Bergen – Charleroi-Centraal – Namen  | Eerst en laatste ritten van/naar Kortrijk.                                          |
| IC 25       | Intercity (NMBS)      | Moeskroen – Doornik – Bergen – Charleroi-Centraal – Namen – Luik-Guillemins – Herstal – Liers | Rijdt in het weekend tussen Moeskroen en Liers.                                     |
| L 4650      | L-trein (NMBS)        | Quévy – Bergen – [ Doornik – Moeskroen ] / [ Quiévrain ]                                      | Rijdt in het weekend tussen Bergen en Quiévrain.                                    |
| L 4850      | L-trein (NMBS)        | Geraardsbergen – Aat – Bergen – [ Doornik – Moeskroen ] / [ Quévy ]                           | Rijdt op werkdagen Geraardsbergen-Moeskroen. Rijdt in weekends Geraardsbergen-Quèvy |
| ICT 6700    | Toeristentrein (NMBS) | Charleroi-Centraal – Bergen – Doornik – Moeskroen – Brugge – Blankenberge                     | Rijdt in juli en augustus.                                                          |
| P 7560/8560 | Piekuurtrein (NMBS)   | Bergen – [ Quiévrain ] / [ Doornik ]                                                          | Rijdt alleen op werkdagen.                                                          |
| P 7580/8580 | Piekuurtrein (NMBS)   | Aat – Bergen – Doornik                                                                        | Rijdt alleen op werkdagen. Een trein verder naar Doornik.                           |
| P 7860/8860 | Piekuurtrein (NMBS)   | Bergen – [ Quiévrain ] / [ Doornik ]                                                          | Rijdt alleen op werkdagen.                                                          |

## Aansluitingen
In de volgende plaatsen is of was er een aansluiting op de volgende spoorlijnen:
Saint-Ghislain
Spoorlijn 90 tussen Denderleeuw en Saint-Ghislain
Spoorlijn 97 tussen Bergen en Quiévrain
Spoorlijn 99 tussen Saint-Ghislain en Warquignies
Spoorlijn 100 tussen Saint-Ghislain en Maffle
Spoorlijn 102 tussen Saint-Ghislain en Frameries
Spoorlijn 245 tussen Saint-Ghislain en Saint-Ghislain Rivage
Blaton
Spoorlijn 79 tussen Blaton en Quevaucamps
Spoorlijn 80 tussen Blaton en Bernissart
Spoorlijn 81 tussen Blaton en Aat
Basècles-Groeven
Spoorlijn 86 tussen De Pinte en Basècles-Groeven
Péruwelz
Spoorlijn 92 tussen Péruwelz en Péruwelz grens
Y Maubray
Spoorlijn 1/3 tussen Y Maubray en Y Antoing
Antoing
Spoorlijn 88 tussen Antoing en Bléharies
Doornik
Spoorlijn 87 tussen Zullik en Doornik
Spoorlijn 88A tussen Doornik en Rumes
Spoorlijn 94 tussen Halle en Blandain